# فرودگاه نیانیلینی لیک
فرودگاه نیانیلینی لیک (به انگلیسی: Nejanilini Lake Airport) یک فرودگاه خصوصی است که یک باند فرود شن و ماسه دارد و طول باند آن ۹۱۴ متر است. این فرودگاه در کشور کانادا قرار دارد و در ارتفاع ۳۰۵ متری از سطح دریا واقع شده‌است.